# Prentice Mulford

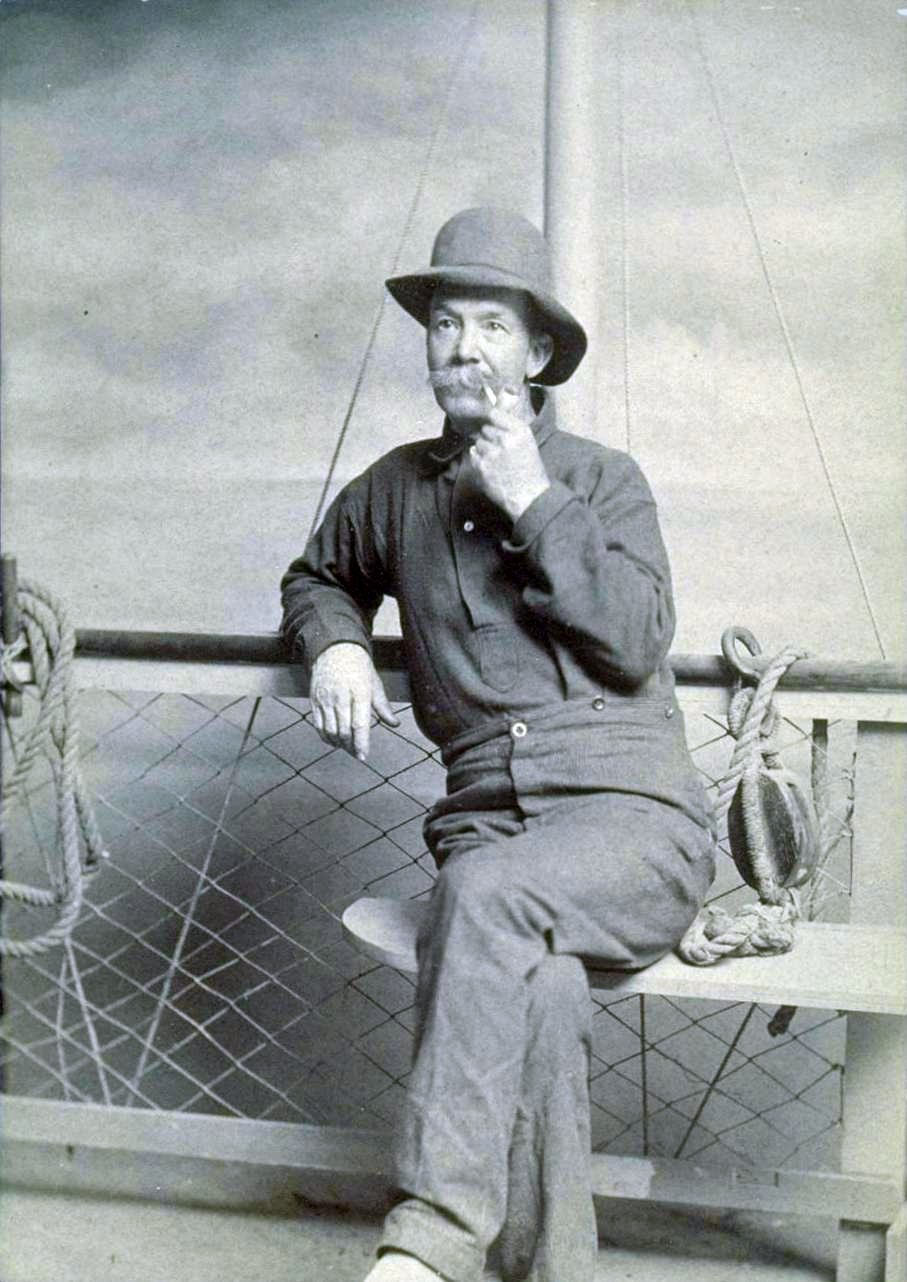
Prentice Mulford, 1877

Prentice Mulford (* 5. April 1834 in Sag Harbor, New York; † 27. Mai 1891 in Long Island) war ein US-amerikanischer Journalist, Philosoph und Schriftsteller, der als einer der bedeutendsten Vertreter der Neugeist-Bewegung gilt.
Mulford starb im Alter von 57 Jahren, alleine in einem Segelboot vor Long Island treibend. Er gab zuvor an, mit dem Boot nach Sag Harbor, heute zur „Region der Hamptons“ gehörend, genauer im Bereich der dortigen Städte East Hampton und Southampton liegend, reisen zu wollen.

## Leben
Prentice Mulford, dessen deutschstämmige Eltern Besitzer eines Hotels in Sag Harbor waren, wurde im gleichnamigen Ort am 5. April 1834 geboren. Seine Großmutter förderte seine Liebe zur Natur. Bei ihr lernte er die deutsche Sprache. Sein Vater starb, als Mulford 14 Jahre alt war. Von nun an gab er sich regelmäßig dem Alkoholkonsum hin. Mit 17 verließ er seine Heimat und heuerte als Matrose an. In den folgenden Jahren verdiente er sein Geld als Schiffskoch und Walfänger. Er gelangte zu der Erkenntnis, dass der Alkohol seinen freien Willen zerstöre (seiner Meinung nach das „Höchste im Menschen“), und beschloss, mit dem Trinken aufzuhören.
Im Jahre 1857 beendete Mulford seine Karriere zur See und begab sich nach Kalifornien, wo er die nächsten 16 Jahre verbrachte. Dort verdiente er seinen Lebensunterhalt als Goldgräber. Doch auch diese Beschäftigung erfüllte ihn nicht; 1863 ließ er sich in Sonora, Tuolumne County, nieder. Als er, ermutigt durch seine Lebensgefährtin, unter dem Pseudonym „Dogberry“ humoristische Geschichten im Union Democrate zu veröffentlichen begann, erlangte er unter den Goldgräbern dort eine gewisse Bekanntheit. Im Laufe der Zeit war er als Erzieher, Petroleumhändler und Sheriff aktiv. Mit der Erschließung der ersten Petroleumquellen 1858 in Pennsylvania und den damit einhergehenden Konflikten lernte Mulford John D. Rockefeller kennen, den er wegen seiner materialistischen Einstellung bedauerte und missbilligte.
Im Jahre 1866 wurde Mulford von Joseph E. Lawrence, dem Herausgeber der Golden Era, nach San Francisco gerufen. Er verfasste nun Kurzgeschichten für die Golden Era, eine wöchentliche Zeitung mit literarischem Schwerpunkt, und knüpfte erste Kontakte zu damaligen Vertretern der amerikanischen Literatur wie Mark Twain, Artemus Ward und Adah Isaacs Menken.
Nach dem Verkauf des Blatts verließ auch Mulford dieses und schrieb von nun an gelegentlich für die Dramatic Chronicle in Stockton, die er 1868 für wenige Monate als Herausgeber leitete. Aus gesundheitlichen Gründen musste er diese Stellung aufgeben. Er begab sich nach San Francisco, um dort als freier Journalist tätig zu sein. Hier begann Mulford seine Zusammenarbeit mit dem San Francisco Bulletin.
Aus finanziellen Gründen versuchte er, sich 1872 als „Propagator“ für die Kaufleute der Goldgräberstadt zu profilieren. Er wurde schließlich nach England entsendet, um dort von Kaliforniens Vorzügen zu berichten und vor dem schlechten Einfluss des Monopolisten Rockefeller zu warnen.
Auf einer Reise zur Weltausstellung in Wien 1873, wo er sich dank seiner Deutschkenntnisse gut verständigen konnte, lernte er Maria Berka kennen, die sich ihm anschloss und nach San Francisco folgte. Maria Berka heiratete später jedoch Teddy Burton, einen Freund von Mulford, da sie in ihrer Beziehung zu Mulford keine Zukunft sah. Er arbeitete zunächst als freier Autor und als Sonntagsprediger, konnte dieser Tätigkeit nach einer Konfrontation mit der Kirche jedoch nicht mehr nachgehen.
Im Juli 1876 war Mulford als Korrespondent für das San Francisco Bulletin in Philadelphia bei der Ausstellung zur Feier des 100. Jahrestags der amerikanischen Unabhängigkeitserklärung tätig. 1877 erhielt er eine Festanstellung beim New Yorker Graphic, wo er die tägliche Kolumne History of the Day etablierte, die maßgeblich zum Erfolg der Zeitung beitrug. Für das San Francisco Bulletin reiste Mulford 1878 nach Paris, wo er den Großhändler J. Morgan kennenlernte, der ihn über die Persönlichkeit Rockefellers aufklärte. So sah Rockefeller nach der Ansicht von Morgan seinen Erfolg als Gnade Gottes an. Es gelang Mulford, Morgan von seiner spirituellen Ideologie zu überzeugen und ihn als Adepten und Mäzen für sich zu gewinnen.
Er kehrte nach New York zurück und sah seine Texte durch den Chefredakteur der Graphic wegen ökonomischer und politischer Kritik zensiert. Nach sechs Jahren im festen Arbeitsverhältnis ging es ihm gesundheitlich derart schlecht, dass er in die Sümpfe von New Jersey auswanderte, um dort in einem Baumhaus zu wohnen. Weiterhin beim Graphic angestellt, begann er hier eines seiner bekanntesten Werke: eine Reihe von Aufsätzen unter dem Sammelbegriff White Cross Library (Bibliothek vom weißen Kreuze). Die Sammlung erschien später als Your forces and how to use them (Deine Kräfte und ihre Nutzung). Nur mit Schwierigkeiten gelang es ihm, die Verlegung der ersten 1000 Bücher zu finanzieren. Entgegen der üblichen Vorgehensweise verzichtete Mulford darauf, den Vertrieb über Verleger vorzunehmen oder durch Werbemaßnahmen anzukurbeln. Lediglich durch Mundpropaganda erfuhren seine Werke eine Verbreitung. Die Reihe war bald sehr erfolgreich, drei Jahre nach der Erstauflage konnte Mulford positive Bilanz ziehen: „Wir werden nun in allen Weltteilen gelesen.“
Der Erfolg drängte ihn zur Rückkehr nach New York. Anfang 1891 reiste Mulford in den Ort seiner Kindheit, nach Sag Harbor. Als er im Mai des Jahres erneut mit dem Segelboot nach Sag Harbor reisen wollte, verstarb er auf der Überfahrt. Man fand ihn, eingewickelt in Decken, in seinem Segelboot, vor der Küste treibend.

## Deutschsprachige Werkausgaben
Auswahl, freie Bearbeitung und Übersetzung der Essays: Bertha Eckstein-Diener
- 1913 Der Unfug des Lebens. online
- 1919 Der Unfug des Sterbens. online
- 1925 Das Ende des Unfugs. online

## Würdigung
Sir Galahad: „Prentice Mulford ist ein Heiliger »full of go«, einer von der Rasse Johannes V. Jensens, ein Durchschiffer spiritueller Ozeane, einer, der in geistigem Kosmos so taghell sieht, mit solchen Falkensinnen wie Jensen auf unserer Erde! Er ist das Genie der Pietätlosigkeit! Seine Weisheit wuchert wild wie ein Dornbusch – der brennende Dornbusch seiner Weisheit! Nie wird ihm eine Erkenntnis aus zweiter Hand. Wollte unser Herr Jesus Christus ihn in eine längere Offenbarung verwickeln, er würde vielleicht höflich, jedenfalls entschieden ablehnen und zöge es vor, sich seine Informationen vom lieben Gott direkt zu holen.“